# Saison 1990-1991 des Penguins de Pittsburgh
Vous lisez un « bon article » labellisé en 2008.
Autres saisons
Saison suivante
En 1990-1991, les Penguins de Pittsburgh, franchise de hockey sur glace, jouent leur 24e saison dans la Ligue nationale de hockey. Le capitaine de l'équipe, Mario Lemieux, qui a été opéré en juin 1990 d'une hernie discale manque les premiers mois de la saison de l'équipe qui doit s'appuyer sur des joueurs comme Mark Recchi, Paul Coffey, Kevin Stevens, le jeune Jaromír Jágr ou encore Tom Barrasso devant les files. L'équipe des Penguins parvient à la première place de la division Patrick, la septième place de la LNH. Après avoir passé tous les tours des séries éliminatoires, les Penguins accèdent pour la première fois de leur histoire à la finale de la Coupe Stanley qu'ils remportent 4 matchs à 2 contre les North Stars du Minnesota. Lemieux est mis en avant en recevant le trophée Conn-Smythe du meilleur joueur des séries.

## Contexte de la saison
Le 12 juin 1990, Craig Patrick, directeur-général de l'équipe depuis la saison d'avant signe des contrats avec Scotty Bowman afin de l'intégrer dans le pôle développement des joueurs de la franchise et également avec Bob Johnson pour qu'il devienne le nouvel entraîneur en chef de l'équipe.
Johnson entraîneur de hockey depuis 1956 est alors sans poste dans la LNH depuis trois ans même si en décembre 1989, Patrick et Johnson commencent à discuter. Ils trouvent un accord, mais Johnson ne peut pas encore s'engager avec les Penguins en raison d'obligations en cours avec l'équipe nationale américaine. La première chose que fait Johnson une fois à la tête de l'équipe est de réaliser la préparation de la saison en altitude, dans la station de Vail dans le Colorado, station à 2 245 mètresx d'altitude. Les conditions de préparation forgent alors les bases d'une unité d'équipe et d'une mise en condition spéciale.
Johnson et Patrick font venir l'ancien joueur des Flames, Joe Mullen puis Gordie Roberts au début de la saison. Bryan Trottier, quadruple vainqueur de la Coupe Stanley au début des années 1980 avec les Islanders de New York, signe également pour ajouter du talent à l'équipe. Finalement ce dernier ne joue qu'une cinquantaine de matchs dans la saison régulière, mais Johnson et Patrick avaient été très clairs au début de la saison, ne lui promettant pas une saison complète mais comptant sur lui pour les séries éliminatoires. Johnson tiendra parole et Trottier ne manquera qu'un seul match des séries.
Avant le repêchage d'entrée dans la Ligue nationale de hockey de 1990, Craig Patrick a personnellement supervisé le jeune tchèque Jaromír Jágr. Il n'est cependant pas le seul sur le coup : le directeur des Flyers de Philadelphie a également repéré le Tchèque et ces mêmes Flyers choisissent avant les Penguins. Finalement, quand le directeur général des Flyers quitte la franchise quelques jours avant le repêchage, Patrick commence à espérer voir Jágr arriver au sein de l'équipe. Owen Nolan, Petr Nedvěd, Keith Primeau et Mike Ricci sont choisis lors des quatre premiers tours et finalement, les Penguins de Patrick peuvent choisir Jágr en tant que cinquième joueur.
À son arrivée dans la ville de Pittsburgh, Patrick organise une fête de bienvenue et invite plusieurs Tchèques locaux afin de lui proposer des solutions simples et temporaires d'hébergement. Au cours de la soirée, Mario Lemieux, se souvenant de son arrivée à Pittsburgh six ans plus tôt alors qu'il ne parlait pas un mot d'anglais, vient discuter avec Jágr et lui offre son aide pour toute question ou tout problème. C'est alors le début d'une complicité entre les deux joueurs.
De son côté, Lemieux est diminué par les blessures tout au long de la saison précédente et finalement son mal de dos se transforme en hernie discale. Le 11 juin 1990, les chirurgiens procèdent alors à l'ablation d'un disque vertébral, mais survient une infection postopératoire et quatre semaines d'alitement pour le joueur. Il se remet, mais la douleur ne disparaîtra jamais complètement. Il manque tout de même les 50 premiers matchs de la saison 1990-1991.

## Saison régulière
La saison est interrompue le 19 janvier 1991 par le 42e Match des étoiles de la LNH, match qui a lieu à Chicago dans la patinoire des Blackhawks de Chicago : le Chicago Stadium. Paul Coffey fait partie de la première ligne sélectionnée pour le match et il est rejoint dans l'effectif de l'équipe de la conférence Prince de Galles par John Cullen, Mark Recchi et Kevin Stevens. Cullen réalise une passe décisive tandis que Stevens inscrit un but malgré une défaite 11-5 de leur conférence.
Le 11 décembre, Larry Murphy et Peter Taglianetti arrivent dans l'effectif de la franchise en provenance des North Stars du Minnesota et en retour de Jim Johnson et Chris Dahlquist. Deux jours plus tard, c'est le tour de Jim Kyte de quitter les Penguins pour rejoindre les Flames de Calgary. Jiří Hrdina est la nouvelle recrue des Penguins et il vient pour aider à intégrer Jaromír Jágr qui réalise un début de saison assez difficile en raison de problèmes d'intégration. Le mois de décembre est un mois assez mouvementé pour l'effectif puisque le 21 décembre, Rob Brown quitte la franchise en retour de Scott Young.
Ron Francis quitte la franchise des Whalers de Hartford à la suite d'un différend avec les dirigeants. Eddie Johnston, le directeur général, et Rick Ley, entraîneur pour la saison 1990-1991, le tiennent alors responsable de la mauvaise passe de l'équipe. Ley décide alors de retirer le titre de capitaine à Ron Francis. Il lui annonce la nouvelle en tête à tête dans son bureau et demande de ne pas divulguer les raisons aux autres joueurs. Finalement, les rumeurs commençant à circuler, Francis décide d'expliquer les réelles motivations de sa direction. 
L'histoire entre les Whalers et Francis prend fin le 4 mars 1991 au cours d'un échange impliquant Grant Jennings, Ulf Samuelsson et Francis des Whalers contre John Cullen, Jeff Parker et Zarley Zalapski, des Penguins.
Du côté des gardiens de but, Tom Barrasso manque le début de la saison, sa fille âgée de cinq ans étant gravement malade. L'équipe compte alors beaucoup sur Wendell Young, la fille de Barrasso étant opérée en janvier. Young manque la fin de la saison à la suite d'une blessure à l'épaule le 26 février 1991 au cours d'un match contre les Kings de Los Angeles. Il est alors remplacé par Frank Pietrangelo dans les buts et en tant que remplaçant de Barrasso pour la fin de la saison.

### Match après match
Cette section présente les résultats de la saison régulière qui s'est déroulée entre le 5 octobre et le 31 mars. La colonne « Fiche » indique à chaque match le parcours de l'équipe au niveau des victoires, défaites et matchs nuls. La dernière colonne, la colonne « Pts » indique les points récoltés par l'équipe au cours de la saison. Une victoire rapporte deux points et un match nul un seul point.
| No | Date         | Score | Adversaire               | Lieu         | Fiche   | Pts |
| -- | ------------ | ----- | ------------------------ | ------------ | ------- | --- |
| 1  | 5 octobre    | 7-4   | Capitals de Washington   | Washington   | 1-0-0   | 2   |
| 2  | 7 octobre    | 4-7   | Devils du New Jersey     | Pittsburgh   | 2-0-0   | 4   |
| 3  | 9 octobre    | 3-4   | Blues de Saint-Louis     | Saint-Louis  | 2-1-0   | 4   |
| 4  | 11 octobre   | 1-4   | Blackhawks de Chicago    | Chicago      | 2-2-0   | 4   |
| 5  | 13 octobre   | 6-4   | Islanders de New York    | New York     | 3-2-0   | 6   |
| 6  | 16 octobre   | 5-1   | Flyers de Philadelphie   | Pittsburgh   | 3-3-0   | 6   |
| 7  | 19 octobre   | 4-4   | Sabres de Buffalo        | Buffalo      | 3-3-1   | 7   |
| 8  | 20 octobre   | 4-3   | Rangers de New York      | Pittsburgh   | 3-4-1   | 7   |
| 9  | 23 octobre   | 5-4   | Canadiens de Montréal    | Pittsburgh   | 3-5-1   | 7   |
| 10 | 25 octobre   | 3-6   | Nordiques de Québec      | Pittsburgh   | 4-5-1   | 9   |
| 11 | 27 octobre   | 5-7   | Devils du New Jersey     | New Jersey   | 4-6-1   | 9   |
| 12 | 28 octobre   | 3-8   | Islanders de New York    | Pittsburgh   | 5-6-1   | 11  |
| 13 | 30 octobre   | 6-2   | Flyers de Philadelphie   | Philadelphie | 6-6-1   | 13  |
| 14 | 3 novembre   | 1-3   | Rangers de New York      | Pittsburgh   | 7-6-1   | 15  |
| 15 | 6 novembre   | 5-6   | Flames de Calgary        | Pittsburgh   | 8-6-1   | 17  |
| 16 | 8 novembre   | 3-2   | Blues de Saint-Louis     | Pittsburgh   | 8-7-1   | 17  |
| 17 | 10 novembre  | 3-3   | Bruins de Boston         | Boston       | 8-7-2   | 18  |
| 18 | 13 novembre  | 4-1   | North Stars du Minnesota | Minnesota    | 9-7-2   | 20  |
| 19 | 14 novembre  | 6-4   | Jets de Winnipeg         | Winnipeg     | 10-7-2  | 22  |
| 20 | 17 novembre  | 1-2   | Kings de Los Angeles     | Los Angeles  | 10-8-2  | 22  |
| 21 | 21 novembre  | 5-4   | Flyers de Philadelphie   | Pittsburgh   | 10-9-2  | 22  |
| 22 | 23 novembre  | 3-7   | Capitals de Washington   | Washington   | 10-10-2 | 22  |
| 23 | 24 novembre  | 2-3   | Capitals de Washington   | Pittsburgh   | 11-10-2 | 24  |
| 24 | 27 novembre  | 7-3   | Oilers d'Edmonton        | Pittsburgh   | 11-11-2 | 24  |
| 25 | 29 novembre  | 6-4   | Whalers de Hartford      | Pittsburgh   | 11-12-2 | 24  |
| 26 | 1er décembre | 3-6   | North Stars du Minnesota | Minnesota    | 11-13-2 | 24  |
| 27 | 3 décembre   | 9-4   | Rangers de New York      | New York     | 12-13-2 | 26  |
| 28 | 5 décembre   | 3-1   | Capitals de Washington   | Pittsburgh   | 12-14-2 | 26  |
| 29 | 7 décembre   | 2-2   | Canucks de Vancouver     | Pittsburgh   | 12-14-3 | 27  |
| 30 | 8 décembre   | 1-3   | Whalers de Hartford      | Hartford     | 12-15-3 | 27  |
| 31 | 11 décembre  | 4-1   | Blackhawks de Chicago    | Pittsburgh   | 12-16-3 | 27  |
| 32 | 13 décembre  | 5-9   | Devils du New Jersey     | Pittsburgh   | 13-16-3 | 29  |
| 33 | 14 décembre  | 4-3   | Sabres de Buffalo        | Buffalo      | 14-16-3 | 31  |
| 34 | 16 décembre  | 1-4   | Red Wings de Détroit     | Pittsburgh   | 15-16-3 | 33  |
| 35 | 18 décembre  | 2-9   | Jets de Winnipeg         | Pittsburgh   | 16-16-3 | 35  |
| 36 | 20 décembre  | 3-4   | North Stars du Minnesota | Pittsburgh   | 17-16-3 | 37  |
| 37 | 22 décembre  | 4-3   | Islanders de New York    | New York     | 18-16-3 | 39  |
| 38 | 23 décembre  | 4-3   | Islanders de New York    | Pittsburgh   | 18-17-3 | 39  |
| 39 | 26 décembre  | 7-3   | Capitals de Washington   | Washington   | 19-17-3 | 41  |
| 40 | 28 décembre  | 0-5   | Red Wings de Détroit     | Pittsburgh   | 20-17-3 | 43  |
| 41 | 29 décembre  | 3-6   | Maple Leafs de Toronto   | Toronto      | 20-18-3 | 43  |
| 42 | 31 décembre  | 3-4   | Blues de Saint-Louis     | Pittsburgh   | 21-18-3 | 45  |
| 43 | 3 janvier    | 7-5   | Rangers de New York      | Pittsburgh   | 21-19-3 | 45  |
| 44 | 5 janvier    | 2-5   | Devils du New Jersey     | Pittsburgh   | 22-19-3 | 47  |
| 45 | 6 janvier    | 3-6   | Canadiens de Montréal    | Montréal     | 22-20-3 | 47  |
| 46 | 8 janvier    | 1-6   | Oilers d'Edmonton        | Pittsburgh   | 23-20-3 | 49  |
| 47 | 10 janvier   | 1-5   | Flames de Calgary        | Pittsburgh   | 24-20-3 | 51  |
| 48 | 15 janvier   | 4-5   | Flyers de Philadelphie   | Philadelphie | 24-21-3 | 51  |
| 49 | 17 janvier   | 6-5   | Maple Leafs de Toronto   | Toronto      | 25-21-3 | 53  |
| 50 | 22 janvier   | 3-5   | Devils du New Jersey     | Pittsburgh   | 26-21-3 | 55  |
| 51 | 26 janvier   | 6-5   | Nordiques de Québec      | Québec       | 27-21-3 | 57  |
| 52 | 29 janvier   | 2-3   | Capitals de Washington   | Pittsburgh   | 28-21-3 | 59  |
| 53 | 31 janvier   | 2-4   | Flyers de Philadelphie   | Philadelphie | 28-22-3 | 59  |
| 54 | 2 février    | 2-6   | Bruins de Boston         | Pittsburgh   | 29-22-3 | 61  |
| 55 | 3 février    | 3-6   | Bruins de Boston         | Boston       | 29-23-3 | 61  |
| 56 | 8 février    | 2-6   | Jets de Winnipeg         | Winnipeg     | 29-24-3 | 61  |
| 57 | 11 février   | 5-7   | Oilers d'Edmonton        | Edmonton     | 29-25-3 | 61  |
| 58 | 14 février   | 2-5   | Islanders de New York    | Pittsburgh   | 30-25-3 | 63  |
| 59 | 16 février   | 3-4   | Islanders de New York    | New York     | 30-26-3 | 63  |
| 60 | 19 février   | 3-6   | Sabres de Buffalo        | Pittsburgh   | 31-26-3 | 65  |
| 61 | 21 février   | 4-11  | Maple Leafs de Toronto   | Pittsburgh   | 32-26-3 | 67  |
| 62 | 22 février   | 2-5   | Devils du New Jersey     | New Jersey   | 32-27-3 | 67  |
| 63 | 24 février   | 5-5   | Capitals de Washington   | Washington   | 32-27-4 | 68  |
| 64 | 26 février   | 2-8   | Kings de Los Angeles     | Los Angeles  | 32-28-4 | 68  |
| 65 | 27 février   | 3-4   | Canucks de Vancouver     | Vancouver    | 32-29-4 | 68  |
| 66 | 1er mars     | 2-6   | Flames de Calgary        | Calgary      | 32-30-4 | 68  |
| 67 | 5 mars       | 1-4   | Canucks de Vancouver     | Pittsburgh   | 33-30-4 | 70  |
| 68 | 7 mars       | 2-3   | Kings de Los Angeles     | Pittsburgh   | 34-30-4 | 72  |
| 69 | 9 mars       | 5-2   | Whalers de Hartford      | Hartford     | 35-30-4 | 74  |
| 70 | 10 mars      | 4-3   | Islanders de New York    | New York     | 36-30-4 | 76  |
| 71 | 12 mars      | 4-4   | Canadiens de Montréal    | Pittsburgh   | 36-30-5 | 77  |
| 72 | 16 mars      | 3-6   | Nordiques de Québec      | Pittsburgh   | 37-30-5 | 79  |
| 73 | 17 mars      | 4-2   | Rangers de New York      | New York     | 38-30-5 | 81  |
| 74 | 19 mars      | 4-5   | Devils du New Jersey     | New Jersey   | 38-31-5 | 81  |
| 75 | 21 mars      | 4-5   | Rangers de New York      | Pittsburgh   | 39-31-5 | 83  |
| 76 | 23 mars      | 7-5   | Blackhawks de Chicago    | Pittsburgh   | 39-32-5 | 83  |
| 77 | 26 mars      | 3-1   | Flyers de Philadelphie   | Philadelphie | 40-32-5 | 85  |
| 78 | 27 mars      | 7-4   | Red Wings de Détroit     | Détroit      | 41-32-5 | 87  |
| 79 | 30 mars      | 4-4   | Flyers de Philadelphie   | Pittsburgh   | 41-32-6 | 88  |
| 80 | 31 mars      | 3-6   | Rangers de New York      | New York     | 41-33-6 | 88  |

### Statistiques de la saison régulière

#### Statistiques de l'équipe
Les Penguins finissent au premier rang de leur division, la division Patrick, mais ils finissent tout de même à douze points des Bruins de Boston - champions de la conférence Walles - et à 18 points des Blackhawks de Chicago - champions sur la saison régulière avec 106 points.
| Clt   | Équipe                 | PJ | V  | D  | N  | BP  | BC  | Pts |
| ----- | ---------------------- | -- | -- | -- | -- | --- | --- | --- |
| +001, | Penguins de Pittsburgh | 80 | 41 | 33 | 6  | 342 | 305 | 88  |
| +002, | Rangers de New York    | 80 | 36 | 31 | 13 | 297 | 265 | 85  |
| +003, | Capitals de Washington | 80 | 37 | 36 | 7  | 258 | 258 | 81  |
| +004, | Devils du New Jersey   | 80 | 32 | 33 | 15 | 272 | 264 | 79  |
| +005, | Flyers de Philadelphie | 80 | 33 | 37 | 10 | 252 | 267 | 76  |
| +006, | Islanders de New York  | 80 | 25 | 45 | 10 | 223 | 290 | 60  |

- Champion de la LNH
- Champion de division
- Qualifié pour les séries éliminatoires

Les statistiques des Pens en fin de saison régulière sont les suivantes :
- 88 points correspondant à 41 victoires, 33 défaites et 6 matchs nuls. L'équipe est septième au classement général.
- 342 buts inscrits. Les joueurs de Pittsburgh sont les seconds joueurs les plus marqueurs de buts après les 344 buts des Flames de Calgary.
- 305 buts encaissés. La défense de Pittsburgh est la dix-huitième défense encaissant le plus de buts. La franchise accordant le moins de buts étant les Blackhawks avec 211 buts alloués.
- 1 641 minutes de pénalités. C'est le second plus petit total de pénalités pour une équipe derrière les Canadiens de Montréal pénalisés pour un total de 1 425 minutes.

#### Statistiques individuelles
Sur la saison totale, les Penguins entraînés par Bob Johnson et dont le directeur général était Craig Patrick ont utilisé 38 joueurs :
- 3 gardiens de but,
- 14 défenseurs,
- 21 attaquants
  - 5 ailiers gauche
  - 8 centres
  - 8 ailiers droit.

Tous les joueurs, dirigeants et entraîneurs de l'équipe ont leur nom marqué sur la Coupe Stanley.
| no | Joueur         | PJ | V  | D  |   | Min   | BC  | Bl | %Arr   | B | A | Pun |
| -- | -------------- | -- | -- | -- | - | ----- | --- | -- | ------ | - | - | --- |
| 35 | T. Barrasso    | 48 | 27 | 16 | 3 | 2 754 | 165 | 1  | 89,6 % | 0 | 5 | 40  |
| 40 | F. Pietrangelo | 25 | 10 | 11 | 1 | 1 311 | 86  | 0  | 88 %   | 0 | 1 | 24  |
| 1  | W. Young       | 18 | 4  | 6  | 2 | 773   | 52  | 0  | 87,9 % | 0 | 1 | 0   |

| n°  | Nom            | Poste | PJ | B  | A  | Pts | Pun | Commentaire                                        |
| --- | -------------- | ----- | -- | -- | -- | --- | --- | -------------------------------------------------- |
| 6   | J. Johnson     | D     | 24 | 0  | 5  | 5   | 23  | A fini la saison avec les North Stars du Minnesota |
| 2/4 | C. Dahlquist   | D     | 22 | 1  | 2  | 3   | 30  | A fini la saison avec les North Stars du Minnesota |
| 3   | J. Kyte        | D     | 1  | 0  | 0  | 0   | 2   | A fini la saison avec les Flames de Calgary        |
| 33  | Z. Zalapski    | D     | 66 | 12 | 36 | 48  | 59  | A fini la saison avec les Whalers de Hartford      |
| 2   | J. Paek        | D     | 3  | 0  | 0  | 0   | 9   |                                                    |
| 3   | G. Jennings    | D     | 13 | 1  | 3  | 4   | 26  | A joué 44 matchs avec les Whalers de Hartford      |
| 5   | G. Dineen      | D     | 9  | 0  | 0  | 0   | 6   |                                                    |
| 5   | U. Samuelsson  | D     | 14 | 1  | 4  | 5   | 37  | A joué 62 matchs avec les Whalers de Hartford      |
| 22  | P. Stanton     | D     | 75 | 5  | 18 | 23  | 40  |                                                    |
| 23  | R. Hillier     | D     | 31 | 2  | 2  | 4   | 32  |                                                    |
| 28  | G. Roberts     | D     | 61 | 3  | 12 | 15  | 70  | A joué 3 matchs avec les Blues de Saint-Louis      |
| 29  | P. Bourque     | D     | 78 | 20 | 14 | 34  | 106 |                                                    |
| 32  | P. Taglianetti | D     | 39 | 3  | 8  | 11  | 93  | A joué 16 matchs avec les North Stars du Minnesota |
| 55  | L. Murphy      | D     | 44 | 5  | 23 | 28  | 30  | A joué 31 matchs avec les North Stars du Minnesota |
| 77  | P. Coffey      | D     | 76 | 24 | 69 | 93  | 128 |                                                    |
| 11  | J. Cullen      | C     | 65 | 31 | 63 | 94  | 83  | A fini la saison avec les Whalers de Hartford      |
| 9   | T. Tanti       | AD    | 46 | 6  | 12 | 18  | 44  | A fini la saison avec les Sabres de Buffalo        |
| 44  | R. Brown       | AD    | 25 | 6  | 10 | 16  | 31  | A fini la saison avec les Whalers de Hartford      |
| 17  | B. Aitken      | AG    | 6  | 0  | 1  | 1   | 25  | A fini la saison avec les Oilers d'Edmonton        |
| 7   | J. Mullen      | AD    | 47 | 17 | 22 | 39  | 6   |                                                    |
| 8   | M. Recchi      | AD    | 78 | 40 | 73 | 113 | 48  |                                                    |
| 9   | R. Francis     | C     | 14 | 2  | 9  | 11  | 21  | A joué 67 matchs avec les Whalers de Hartford      |
| 10  | B. Pederson    | C     | 46 | 6  | 8  | 14  | 21  |                                                    |
| 12  | B. Errey       | AG    | 79 | 20 | 22 | 42  | 115 |                                                    |
| 15  | R. Gilhen      | C     | 72 | 15 | 10 | 25  | 51  |                                                    |
| 16  | J. Caufield    | AD    | 23 | 1  | 1  | 2   | 71  |                                                    |
| 18  | J. Daniels     | AG    | 11 | 0  | 2  | 2   | 2   |                                                    |
| 18  | K. Priestlay   | C     | 2  | 0  | 1  | 1   | 0   |                                                    |
| 19  | B. Trottier    | C     | 52 | 9  | 19 | 28  | 24  |                                                    |
| 20  | J. Leach       | AD    | 7  | 2  | 0  | 2   | 0   |                                                    |
| 24  | T. Loney       | AG    | 44 | 7  | 9  | 16  | 85  |                                                    |
| 25  | K. Stevens     | AG    | 80 | 40 | 46 | 86  | 133 |                                                    |
| 34  | S. Young       | AD    | 43 | 11 | 16 | 27  | 33  | A joué 34 matchs avec les Whalers de Hartford      |
| 38  | J. Hrdina      | C     | 37 | 6  | 14 | 20  | 13  | A joué 14 matchs avec les Flames de Calgary        |
| 66  | M. Lemieux     | C     | 26 | 19 | 26 | 45  | 30  | C - Capitaine de l'équipe                          |
| 68  | J. Jágr        | AD    | 80 | 27 | 30 | 57  | 42  | Première saison dans la LNH                        |

## Séries éliminatoires

### Résultats

#### Premier tour
En finissant au premier rang de la division Patrick, les Penguins se sont assurés d'avoir l'avantage de commencer la série au Pittsburgh Civic Arena et de jouer conte la dernière équipe qualifiée de la division : les Devils du New Jersey.
Sans le défenseur numéro un de l’équipe, Paul Coffey, les Penguins se déplacent à New Jersey pour le sixième match alors que les Devils mènent la série 3 matchs à 2. Les buts des Penguins sont alors défendus par Frank Pietrangelo secondé par Bruce Racine, Barrasso et Young étant tous deux blessés. Sans expérience dans la LNH, Racine est tout de même rassuré par Johnson avant le match qui lui dit que quel que soit le score du match, il n’aura pas à rentrer sur la glace.
Le match va alors être marqué par deux événements. Le premier intervient au cours de la première période lorsque Pietrangelo réussit un arrêt désespéré sur un tir de Peter Šťastný alors que les Devils étaient menés 2 à 1 par les Penguins. Pietrangelo est en train de boucher l’angle du but quand intelligemment John MacLean fait une passe à Šťastný seul devant un but vide de l’autre côté du but. Ce dernier fait alors un petit tir pour marquer le but alors que d’autres joueurs des Devils célèbrent déjà, les bras en l’air, l’égalisation. Pietrangelo réalise alors un plongeon en travers du but et arrive du bout de la mitaine à arrêter le palet avant qu’il ne franchise la ligne de but. Plus de dix ans plus tard, Pietrangelo avoue qu’il lui arrive quotidiennement de parler de cet arrêt surnommé depuis « The Save ».
Le second événement du match survient lors de la seconde période alors que les Devils se voient refuser un but inscrit, selon l’arbitre, du patin par Laurie Boschman. Heureusement pour les Penguins, l’assistance vidéo n’était pas encore habituelle dans le monde de la LNH en 1991 : même si Boschman touche le palet du patin, le ralenti montre que le palet touche la crosse du joueur avant de franchir la ligne, validant par la même occasion le but et amenant l’égalité dans le match.
Finalement les Penguins remportent le match quatre buts à trois et Pietrangelo est titulaire pour le match suivant, décisif et se jouant à Pittsburgh. À l’occasion d’une victoire 4 buts à 0, il réalise son premier blanchissage de sa carrière en série.
| 3 avril | New Jersey | 3-1 (0-0, 1-1, 2-0) | Pittsburgh | Pittsburgh Civic Arena 16 164 spectateurs |

| Feuille de match | Feuille de match | Feuille de match | Feuille de match                                   | Feuille de match |
| ---------------- | --- | ---------------- | -------------------------------------------------- | ---------------- |
|                  | - Šťastný (Shanahan - Kassatonov) (SN) — 35 min 42 s Šťastný (Madill - Weinrich) — 44 min 12 s Boschman (Daneyko) — 45 min 2 s | 0-1 1-1 2-1 3-1  | 30 min 48 s — M. Lemieux (Stevens - Recchi) (SN) - |                  |
| C. Terreri       | Gardiens | T. Barrasso      |                                                    |                  |
| 50 min           | Pénalités | 34 min           |                                                    |                  |
| 35               | Tirs | 27               |                                                    |                  |

| 5 avril | New Jersey | 4-5 (pr) (1-1, 2-2, 1-1, 0-1) | Pittsburgh | Pittsburgh Civic Arena 16 164 spectateurs |

| Feuille de match | Feuille de match | Feuille de match                    | Feuille de match | Feuille de match |
| ---------------- | --- | ----------------------------------- | --- | ---------------- |
|                  | MacLean (Morris - Kassatonov) — 2 min 50 s - Maclean (Morris - Shanahan) — 21 min 44 s - Shanahan (Maclean - Albelin) — 31 min 47 s - Kassatonov (Boschman - Brown) — 44 min 6 s | 1-0 1-1 2-1 2-2 3-2 3-3 3-4 4-4 4-5 | 6 min 54 s — Stevens (Recchi - M. Lemieux) (SN) 30 min 32 s — Coffey (M. Lemieux - Recchi) 37 min 1 s — Bourque (Trottier - Jágr) 43 min 21 s — Loney (Stevens - Roberts) 68 min 52 s — Jágr (Bourque - Hrdina) |                  |
| C. Terreri       | Gardiens | T. Barrasso                         | |                  |
| 28 min           | Pénalités | 48 min                              | |                  |
| 40               | Tirs | 26                                  | |                  |

| 7 avril | Pittsburgh | 4-3 (1-1, 1-1, 2-1) | New Jersey | Continental Airlines Arena 16 899 spectateurs |

| Feuille de match | Feuille de match | Feuille de match        | Feuille de match | Feuille de match |
| ---------------- | --- | ----------------------- | --- | ---------------- |
|                  | Recchi (Lemieux - Coffey) (SN) — 4 min 56 s - Errey (Lemieux - Recchi) — 22 min 5 s - Mullen (Stevens - Coffey) — 43 min 15 s - Recchi — 59 min 10 s | 1-0 1-1 2-1 2-2 3-3 4-3 | - 12 min 32 s — Shanahan (Šťastný - Maclean) (SN) - 33 min 22 s — Shanahan (Maclean - Morris) (SN) - 54 min 46 s — Brown (Conacher - Kassatonov) (IN) - |                  |
| T. Barrasso      | Gardiens | C. Terreri              | |                  |
| 24 min           | Pénalités | 26 min                  | |                  |
| 34               | Tirs | 36                      | |                  |

| 9 avril | Pittsburgh | 1-4 (0-2, 0-0, 1-2) | New Jersey | Continental Airlines Arena 16 552 spectateurs |

| Feuille de match | Feuille de match | Feuille de match    | Feuille de match                                      | Feuille de match |
| ---------------- | --- | ------------------- | ----------------------------------------------------- | ---------------- |
|                  | C. Lemieux (Ciger - Muller) — 6 min 45 s Šťastný (Anderson - Madill) — 7 min 38 s - MacLean (Shanahan - Morris) — 56 min 42 s C. Lemieux (Brown - Kassatonov) (SN) — 58 min 43 s | 0-1 0-2 1-2 1-3 1-4 | - 44 min 41 s — M. Lemieux(S. Young - Stevens) (SN) - |                  |
| T. Barrasso      | Gardiens | C. Terreri          |                                                       |                  |
|                  | |                     |                                                       |                  |
| 34               | Tirs | 29                  |                                                       |                  |

| 11 avril | New Jersey | 4-2 (0-2, 0-0, 2-2) | Pittsburgh | Pittsburgh Civic Arena 16 164 spectateurs |

| Feuille de match | Feuille de match | Feuille de match        | Feuille de match                                                  | Feuille de match |
| ---------------- | --- | ----------------------- | ----------------------------------------------------------------- | ---------------- |
|                  | Maclean (Driver) (SN) — 3 min 20 s Driver (Shanahan - Šťastný) (SN) — 13 min 15 s - C. Lemieux (Muller - Šťastný) (SN) — 52 min 59 s Brown (Conacher) — 59 min 38 s | 0-1 0-2 1-2 2-2 2-3 2-4 | - 40 min 54 s — Francis (Recchi) 43 min 41 s — Murphy (Francis) - |                  |
| C. Terreri       | Gardiens | T. Barrasso             |                                                                   |                  |
| 32 min           | Pénalités | 30 min                  |                                                                   |                  |
| 24               | Tirs | 41                      |                                                                   |                  |

| 13 avril | Pittsburgh | 4-3 (3-1, 1-2, 0-0) | New Jersey | Continental Airlines Arena 19 040 spectateurs |

| Feuille de match | Feuille de match | Feuille de match            | Feuille de match                                                                                        | Feuille de match |
| ---------------- | --- | --------------------------- | --- | ---------------- |
|                  | - Stevens (Recchi) — 10 min 48 s Stevens (Recchi – Mullen) (SN) — 13 min 17 s Jágr (M. Lemieux - Francis) (SN) — 19 min 37 s Francis (Recchi - Stevens) — 26 min 42 s | 0-1 1-1 2-1 3-1 4-1 4-2 4-3 | 3 min 29 s — MacLean - 32 min 32 s — Weinrich (Driver - Shanahan) (SN) 33 min 48 s — C. Lemieux (Ciger) |                  |
| F. Pietrangelo   | Gardiens | C. Terreri                  | |                  |
|                  | |                             | |                  |
| 23               | Tirs | 31                          | |                  |

| 15 avril | New Jersey | 0-4 (0-2, 0-1, 0-1) | Pittsburgh | Pittsburgh Civic Arena 16 164 spectateurs |

| Feuille de match | Feuille de match | Feuille de match | Feuille de match | Feuille de match |
| ---------------- | ---------------- | ---------------- | --- | ---------------- |
|                  | -                | 0-1 0-2 0-3 0-4  | 6 min 17 s — Hrdina 13 min 6 s — M. Lemieux (Recchi) 20 min 29 s — Hrdina (Bourque - Jágr) 40 min 56 s — Coffey (Pietrangelo) |                  |
| C. Terreri       | Gardiens         | F. Pietrangelo   | |                  |
|                  |                  |                  | |                  |
| 27               | Tirs             | 36               | |                  |

#### Deuxième tour
Les Penguins affrontent alors en demi-finale de conférence les Capitals de Washington vainqueurs des Rangers de New York au premier tour sur le score de 4 matchs à 2. Lors du deuxième match, Randy Gilhen inscrit le but de l’égalisation. Alors qu'il reste un peu plus de quatre minutes dans le match , les Penguins obtiennent une pénalité différée, donnant l’occasion à Barrasso de quitter les buts et d’être remplacé par un attaquant supplémentaire. Sans que personne lui donne l’ordre de le faire, Gilhen rentre sur la glace pour être cet attaquant, reçoit le palet et inscrit le but du 6-6 pour les Penguins. Par la suite, le match va en prolongation et est remporté par les Penguins. Le lendemain, Johnson félicite Gilhen pour son but tout en lui précisant que si l’occasion se représentait, il serait mal avisé de retourner sur la glace sans avoir été clairement appelé par un responsable de l’équipe.
| 17 avril | Washington | 4-2 (0-1, 1-1, 3-0) | Pittsburgh | Pittsburgh Civic Arena 16 164 spectateurs |

| Feuille de match | Feuille de match | Feuille de match        | Feuille de match                                                                              | Feuille de match |
| ---------------- | --- | ----------------------- | --------------------------------------------------------------------------------------------- | ---------------- |
|                  | - Johansson (Hatcher) (SN) — 26 min 7 s - Hatcher (Johansson - Pivoňka) (SN) — 41 min 37 s Iafrate (Khristitch - Ridley) — 55 min 31 s Miller (Ridley - Langway) — 59 min 10 s | 0-1 1-1 1-2 2-2 3-2 4-2 | 17 min 45 s — Murphy (Recchi - Coffey) (SN) - 33 min 9 s — Lemieux (Bourque - Stevens) (SN) - |                  |
| D. Beaupre       | Gardiens | F. Pietrangelo          |                                                                                               |                  |
|                  | |                         |                                                                                               |                  |
|                  | |                         |                                                                                               |                  |

| 19 avril | Washington | 6-7 (pr) (1-2, 2-3, 3-1, 0-1) | Pittsburgh | Pittsburgh Civic Arena 16 164 spectateurs |

| Feuille de match     | Feuille de match | Feuille de match                                    | Feuille de match | Feuille de match |
| -------------------- | --- | --------------------------------------------------- | --- | ---------------- |
|                      | Hunter (Tippett - Ciccarelli) — 12 min 42 s - Druce (Pivoňka - Hunter) (SN) — 23 min 46 s - Ridley (Johansson) (SN) — 31 min 36 s - Ciccarelli (Hatcher - Johansson) (SN) — 42 min 17 s Ciccarelli (Johansson - Khristitch) — 48 min 5 s Johansson (Hunter Leach) — 50 min 26 s - | 1-0 1-1 1-2 1-3 2-3 2-4 3-4 3-5 4-5 5-5 6-5 6-6 6-7 | - 13 min 59 s — Bourque (Recchi - Lemieux) 18 min 11 s — Mullen (Stevens - Murphy) 20 min 35 s — Recchi (Coffey - Lemieux) (SN) - 25 min 51 s — Recchi (Coffey - Lemieux) (SN) - 33 min 35 s — Stevens (Coffey - Stanton) - 55 min 25 s — Gilhen (Recchi - Stanton) 69 min 10 s — Stevens (Francis - Mullen) |                  |
| D. Beaupre — M. Liut | Gardiens | F. Pietrangelo                                      | |                  |
|                      | |                                                     | |                  |
| 42                   | Tirs | 43                                                  | |                  |

| 21 avril | Pittsburgh | 3-1 (1-1, 2-0, 0-0) | Washington | Capital Centre 18 130 spectateurs |

| Feuille de match | Feuille de match | Feuille de match | Feuille de match                                    | Feuille de match |
| ---------------- | --- | ---------------- | --------------------------------------------------- | ---------------- |
|                  | Lemieux (Recchi - Murphy) — 4 min 53 s - Stevens (Lemieux - Barrasso) — 29 min 30 s Trottier (Murphy - Jágr) — 35 min 32 s | 1-0 1-1 2-1 3-1  | - 8 min 25 s — Ciccarelli (Hunter - Pivoňka) (SN) - |                  |
| T. Barrasso      | Gardiens | D. Beaupre       |                                                     |                  |
|                  | |                  |                                                     |                  |
| 22               | Tirs | 27               |                                                     |                  |

| 23 avril | Pittsburgh | 3-1 (1-1, 0-0, 2-0) | Washington | Capital Centre 17 867 spectateurs |

| Feuille de match | Feuille de match | Feuille de match | Feuille de match                                 | Feuille de match |
| ---------------- | --- | ---------------- | ------------------------------------------------ | ---------------- |
|                  | - Recchi (Stevens, Lemieux) (SN) — 18 min 1 s Stevens (Recchi - Lemieux) — 49 min 14 s Bourque (Recchi) — 59 min 28 s | 0-1 1-1 2-1 3-1  | 9 min 43 s — Bergland (Ciccarelli - Johansson) - |                  |
| T. Barrasso      | Gardiens | D. Beaupre       |                                                  |                  |
|                  | |                  |                                                  |                  |
| 19               | Tirs | 39               |                                                  |                  |

| 25 avril | Washington | 1-4 (0-1, 1-1, 0-2) | Pittsburgh | Pittsburgh Civic Arena 16 164 spectateurs |

| Feuille de match | Feuille de match                   | Feuille de match    | Feuille de match | Feuille de match |
| ---------------- | ---------------------------------- | ------------------- | --- | ---------------- |
|                  | - Tippett (Bondra) — 29 min 13 s - | 0-1 0-2 1-2 1-3 1-4 | 15 min 38 s — Mullen (Jágr - Hrdina) 24 min 11 s — Francis (Mullen - Stevens) - 57 min 53 s — Jágr 58 min 43 s — Recchi (Lemieux - Bourque) |                  |
| D. Beaupre       | Gardiens                           | T. Barrasso         | |                  |
|                  |                                    |                     | |                  |
| 34               | Tirs                               | 31                  | |                  |

#### Troisième tour - finale de conférence
En finale de la conférence Prince de Galles, les Pens affrontent les Bruins de Boston premiers de la division Adams sur la saison régulière. Avant de jouer contre les Penguins, les Bruins ont éliminé les Whalers de Hartford 4-2 puis les Canadiens de Montréal en sept matchs. Lors de cette série contre la ville de la région natale de Kevin Stevens, ce dernier va montrer son impact sur le mental de l'équipe : l'équipe est menée 2 matchs à 0 par l'équipe finaliste de la saison passée. Il remonte le moral des joueurs en prédisant un retour de l'équipe et une victoire finale en sept matchs.
| 1er mai | Pittsburgh | 3-6 (2-2, 0-2, 1-2) | Boston | Boston Garden 14 448 spectateurs |

| Feuille de match, | Feuille de match,                                                                                           | Feuille de match,                   | Feuille de match, | Feuille de match, |
| ----------------- | --- | ----------------------------------- | --- | ----------------- |
|                   | Mullen (Bourque) — 1 min 5 s - Stevens (Recchi - Lemieux) (SN) — 8 min 28 s - Errey (Murphy) — 46 min 8 s - | 1-0 1-1 2-1 2-2 2-3 2-4 3-4 3-5 3-6 | - 5 min 31 s — Janney (Galley - 16 min 2 s — Neely (Janney - Růžička) 23 min 23 s — B. Sweeney (Růžička - Bourque) 35 min 35 s — Neely - 52 min 17 s — Christian (Poulin) 56 min 2 s — Bourque (Wesley - Christian) (SN) |                   |
| T. Barrasso       | Gardiens | A. Moog                             | |                   |
|                   | |                                     | |                   |
|                   | |                                     | |                   |

| 3 mai | Pittsburgh | 4-5 (pr) (2-2, 0-1, 2-1, 0-1) | Boston | Boston Garden |

| Feuille de match | Feuille de match | Feuille de match                    | Feuille de match | Feuille de match |
| ---------------- | --- | ----------------------------------- | --- | ---------------- |
|                  | - Stevens (Francis - Recchi) — 5 min 36 s - Lemieux (Loney - Jágr) — 16 min 34 s - Recchi (Lemieux – Young) (SN) — 51 min 1 s Lemieux — 53 min 0 s - | 0-1 1-1 1-2 2-2 2-3 3-3 4-3 4-4 4-5 | 5 min 23 s — Neely (Janney – Růžička) - 8 min 7 s — Wesley (Růžička – Bourque) - 20 min 38 s — Bourque (Janney - Růžička) - 56 min 49 s — Janney (Růžička - Bourque) 68 min 14 s — Růžička (Christian - Poulin) |                  |
| T. Barrasso      | Gardiens | A. Moog                             | |                  |
|                  | |                                     | |                  |
|                  | |                                     | |                  |

| 5 mai | Boston | 1-4 (0-1, 1-3, 0-0) | Pittsburgh | Pittsburgh Civic Arena 16 164 spectateurs |

| Feuille de match     | Feuille de match                             | Feuille de match    | Feuille de match | Feuille de match |
| -------------------- | -------------------------------------------- | ------------------- | --- | ---------------- |
|                      | – - Bourque (Neely - Janney) — 30 min 24 s - | 0-1 0-2 1-2 1-3 1-4 | 13 min 31 s — Stevens (Stanton - Francis) 25 min 1 s — Francis (Murphy - Stevens) - 30 min 40 s — Jennings (Lemieux - Recchi) 33 min 11 s — Lemieux |                  |
| A. Moog — R. Lemelin | Gardiens                                     | T. Barrasso         | |                  |
|                      |                                              |                     | |                  |
| 28                   | Tirs                                         | 33                  | |                  |

| 7 mai | Boston | 1-4 (0-1, 0-1, 1-2) | Pittsburgh | Pittsburgh Civic Arena 16 164 spectateurs |

| Feuille de match | Feuille de match                       | Feuille de match    | Feuille de match | Feuille de match |
| ---------------- | -------------------------------------- | ------------------- | --- | ---------------- |
|                  | - Christian (Burridge) — 48 min 38 s - | 0-1 0-2 1-2 1-3 1-4 | 8 min 49 s — Errey (Lemieux - Recchi) 32 min 8 s — Mullen (Francis - Jennings) - 50 min 23 s — Lemieux (Recchi - Errey) 57 min 22 s — Stevens (Francis) (SN) |                  |
| A. Moog          | Gardiens                               | T. Barrasso         | |                  |
|                  |                                        |                     | |                  |
| 30               | Tirs                                   | 38                  | |                  |

| 9 mai | Pittsburgh | 7-2 (3-2, 2-0, 2-0) | Boston | Boston Garden 14 448 spectateurs |

| Feuille de match | Feuille de match | Feuille de match                    | Feuille de match                                                                     | Feuille de match |
| ---------------- | --- | ----------------------------------- | ------------------------------------------------------------------------------------ | ---------------- |
|                  | - Stevens (Young - Murphy) — 7 min 55 s Lemieux (Stevens - Recchi) (SN) — 12 min 4 s Trottier (Samuelsson - Loney) — 15 min 49 s - Stevens (Lemieux - Young) (SN) — 33 min 4 s Stanton (Trottier) — 37 min 2 s Murphy (Lemieux - Stevens) (SN) — 41 min 8 s Samuelsson (Lemieux - Stevens) — 45 min 36 s | 0-1 1-1 2-1 3-1 3-2 4-2 5-2 6-2 7-2 | 0 min 40 s — D. Sweeney (B. Sweeney) - 19 min 27 s — Janney (Hodge - Bourque) (SN) - |                  |
| T. Barrasso      | Gardiens | A. Moog — R. Lemelin                |                                                                                      |                  |
|                  | |                                     |                                                                                      |                  |
| 33               | Tirs | 36                                  |                                                                                      |                  |

| 11 mai | Boston | 3-5 (0-0, 2-2, 1-3) | Pittsburgh | Pittsburgh Civic Arena 16 164 spectateurs |

| Feuille de match, | Feuille de match, | Feuille de match,               | Feuille de match, | Feuille de match, |
| ----------------- | --- | ------------------------------- | --- | ----------------- |
|                   | Neely (Wiemer – Bourque) (SN) — 27 min 16 s Hodge (Bourque - B. Sweeney) (SN) — 29 min 33 s - D. Sweeney (Christian – Lazaro) — 52 min 13 s - | 1-0 2-0 2-1 2-2 2-3 3-3 3-4 3-5 | - 31 min 45 s — Murphy (Lemieux - Young) (SN) 37 min 17 s — Bourque (Lemieux - Recchi) 50 min 6 s — Roberts (Recchi - Lemieux) - 55 min 40 s — Recchi (Roberts) 59 min 32 s — Lemieux (CV) |                   |
| A. Moog           | Gardiens | T. Barrasso                     | |                   |
|                   | |                                 | |                   |
| 28                | Tirs | 28                              | |                   |

#### Finale de la Coupe Stanley
Pour la finale de la Coupe Stanley, les Penguins rencontrent les North Stars du Minnesota derniers qualifiés de la division Norris dans la conférence Campbell et tombeurs des Blackhawks de Chicago, premiers de la saison régulière puis des Blues de Saint-Louis 4-2 et enfin du champion en titre : les Oilers d'Edmonton. Depuis 1982, il s'agit de la première finale de la Coupe sans aucune équipe de l'Alberta – les Oilers ou les Flames de Calgary – et elle oppose le premier de la conférence Prince de Galles à l'équipe classée seizième dans la conférence Campbell.
Au cours du deuxième match de la série, Mario Lemieux inscrit l'un des plus beaux buts de sa carrière, si ce n'est le plus beau selon la chaîne RDS. Lancé par Bourque, Lemieux se défait de Chambers en lui passant le palet du revers de la crosse entre les jambes puis déboule à toute vitesse sur le gardien des North Stars, Jon Casey. Feintant sur la gauche du gardien, Lemieux fait passer le palet de l'intérieur de sa crosse à l'extérieur pour finir sa course en glissade et inscrire le but sur la droite de Casey,.
Lors de la dernière pause du match du 25 mai 1991, Johnson fait alors un discours pour essayer de calmer la tension du match, le score étant déjà de 6 à 0 pour les Penguins. Pour une des premières fois de sa carrière, ses joueurs l'entendent alors jurer en leur demandant de ne pas gâcher leur opportunité de devenir champion du monde. Finalement, les Penguins soulèvent leur première Coupe Stanley en inscrivant deux buts de plus et terminant par un blanchissage de Tom Barrasso. Le score de 8-0 est le score le plus élevé pour un match de la finale depuis le 23-2 infligé par les Silver Seven d'Ottawa aux Nuggets de Dawson City lors de la finale de 1905.
Le 24 juin 1991, l’équipe des Penguins est la première équipe championne de la Coupe Stanley à aller visiter avec son trophée la Maison-Blanche où ils sont reçus par George Bush père. Ce dernier n’étant pas fan de hockey demandera même à Mario Lemieux son nom quand celui–ci se présentera pour lui serrer la main.
| 15 mai | Pittsburgh | 4-5 (1-2, 2-2, 1-1) | Minnesota | Pittsburgh Civic Arena |

| Feuille de match | Feuille de match | Feuille de match                    | Feuille de match | Feuille de match |
| ---------------- | --- | ----------------------------------- | --- | ---------------- |
|                  | Samuelsson (Francis) — 3 min 45 s - Lemieux (Francis) — 23 min 54 s (IN) - S. Young (Murphy, Jágr) — 27 min 43 s (SN) - Mullen (Jágr) — 50 min 35 s | 1-0 1-1 1-2 2-2 2-3 3-3 3-4 3-5 4-5 | - Broten — 6 min 32 s Dahlen (Smith, Chambers) — 9 min 49 s - Bureau (Gavin) — 26 min 53 s (IN) - Broten (Modano) — 37 min 1 s Smith (Dahlen) — 41 min 39 s - |                  |
| T. Barrasso      | Gardiens | J. Casey                            | |                  |
| 10 min           | Pénalités | 16 min                              | |                  |
| 29               | Tirs | 38                                  | |                  |

| 17 mai | Pittsburgh | 4-1 (2-0, 2-1, 0-0) | Minnesota | Pittsburgh Civic Arena |

| Feuille de match | Feuille de match | Feuille de match    | Feuille de match                                  | Feuille de match |
| ---------------- | --- | ------------------- | ------------------------------------------------- | ---------------- |
|                  | Errey (Taglianetti) — 14 min 26 s (IN) Stevens (Lemieux, Murphy) — 19 min 10 s (SN) - Lemieux (Bourque) — 35 min 4 s Stevens (Mullen, Murphy) — 36 min 32 s | 1-0 2-0 2-1 3-1 4-1 | - Modano (Chambers, Casey) — 20 min 55 s (SN) - - |                  |
| T. Barrasso      | Gardiens | J. Casey            |                                                   |                  |
| 54 min           | Pénalités | 29 min              |                                                   |                  |
| 31               | Tirs | 40                  |                                                   |                  |

| 19 mai | Minnesota | 3-1 (0-0, 2-0, 1-1) | Pittsburgh | Met Center |

| Feuille de match | Feuille de match | Feuille de match | Feuille de match                           | Feuille de match |
| ---------------- | --- | ---------------- | ------------------------------------------ | ---------------- |
|                  | Gagner (Modano, Johnson) — 27 min 21 s Smith (Bellows, Dahlquist) — 27 min 54 s - Duchesne (Gavin, Broten) — 42 min 1 s | 1-0 2-0 2-1 3-1  | - Bourque (Jágr, Trottier) — 41 min 23 s - |                  |
| J. Casey         | Gardiens | T. Barrasso      |                                            |                  |
| 30 min           | Pénalités | 47 min           |                                            |                  |
| 33               | Tirs | 30               |                                            |                  |

| 21 mai | Minnesota | 3-5 (1-3, 2-1, 0-1) | Pittsburgh | Met Center |

| Feuille de match | Feuille de match | Feuille de match                | Feuille de match | Feuille de match |
| ---------------- | --- | ------------------------------- | --- | ---------------- |
|                  | - Gagner (Bellows, Dahlen) — 18 min 22 s - Propp (Gagner) — 33 min 10 s (SN) Modano (Propp, Gagner) — 38 min 25 s (SN) - | 0-1 0-2 0-3 1-3 1-4 2-4 3-4 3-5 | Stevens — 58 s Francis (Stevens, Mullen) — 2 min 36 s Lemieux (Recchi, Murphy) — 2 min 58 s - Trottier (Errey, Jágr) — 29 min 55 s - Bourque (Mullen, Lemieux) — 59 min 45 s |                  |
| J. Casey         | Gardiens | T. Barrasso                     | |                  |
|                  | |                                 | |                  |
|                  | |                                 | |                  |

| 23 mai | Pittsburgh | 6-4 (4-1, 1-1, 1-2) | Minnesota | Pittsburgh Civic Arena |

| Feuille de match,                               | Feuille de match, | Feuille de match,                       | Feuille de match, | Feuille de match, |
| ----------------------------------------------- | --- | --------------------------------------- | --- | ----------------- |
|                                                 | Lemieux (Murphy, Coffey) — 5 min 36 s (SN) Stevens (Coffey, Murphy) — 10 min 8 s (SN) Recchi (Lemieux, Bourque) — 11 min 45 s Recchi (Lemieux, Murphy) — 13 min 41 s - Francis (Mullen) — 36 min 26 s - Loney (Murphy, Francis) — 58 min 21 s | 1-0 2-0 3-0 4-0 4-1 4-2 5-2 5-3 5-4 6-4 | - Broten (Tinordi) — 14 min 52 s (IN) Gagner (Propp) — 26 min 54 s (IN) - Dahlen (Smith, Duchesne) — 41 min 36 s Gagner (Propp, Gavin) — 47 min 42 s - |                   |
| J. Casey (13 min 41 s) B. Hayward (45 min 42 s) | Gardiens | T. Barrasso — F. Pietrangelo            | |                   |
| 18 min                                          | Pénalités | 24 min                                  | |                   |
| 31                                              | Tirs | 25                                      | |                   |

| 25 mai | Minnesota | 0-8 (0-3, 0-3, 0-2) | Pittsburgh | Met Center |

| Feuille de match                                | Feuille de match | Feuille de match                | Feuille de match | Feuille de match |
| ----------------------------------------------- | ---------------- | ------------------------------- | --- | ---------------- |
|                                                 | -                | 0-1 0-2 0-3 0-4 0-5 0-6 0-7 0-8 | Samuelsson (Taglianetti - Trottier) (SN) – 2 min 0 s Lemieux (Murphy) – 12 min 19 s Mullen (Stevens – Taglianetti) – 13 min 14 s Errey (Jágr – Lemieux) – 33 min 15 s Francis (Mullen) – 34 min 28 s Mullen (Stevens – Samuelsson) – 38 min 44 s Paek (Lemieux) – 41 min 19 s Murphy (Lemieux) – 53 min 45 s |                  |
| J. Casey (38 min 31 s) B. Hayward (21 min 29 s) | Gardiens         | Tom Barrasso                    | |                  |
| 28 min                                          | Pénalités        | 14 min                          | |                  |
| 39                                              | Tirs             | 28                              | |                  |

### Statistiques de l'équipe
| no | Joueur            | PJ | B | A | Pun |
| -- | ----------------- | -- | - | - | --- |
| 35 | Tom Barrasso      | 20 | 0 | 1 | 2   |
| 40 | Frank Pietrangelo | 5  | 0 | 1 | 2   |

| no | Joueur         | Poste | PJ | B  | A  | Pts | Pun |
| -- | -------------- | ----- | -- | -- | -- | --- | --- |
| 66 | M. Lemieux     | C     | 23 | 16 | 28 | 44  | 16  |
| 8  | M. Recchi      | AD    | 24 | 10 | 24 | 34  | 33  |
| 25 | K. Stevens     | AG    | 24 | 17 | 16 | 33  | 53  |
| 55 | L. Murphy      | D     | 23 | 5  | 18 | 23  | 44  |
| 7  | J. Mullen      | AD    | 22 | 8  | 9  | 17  | 4   |
| 9  | R. Francis     | C     | 24 | 7  | 10 | 17  | 24  |
| 29 | P. Bourque     | D     | 24 | 6  | 7  | 13  | 16  |
| 68 | J. Jágr        | AD    | 24 | 3  | 10 | 13  | 6   |
| 77 | P. Coffey      | D     | 12 | 2  | 9  | 11  | 6   |
| 12 | B. Errey       | AG    | 24 | 5  | 2  | 7   | 29  |
| 19 | B. Trottier    | C     | 23 | 3  | 4  | 7   | 49  |
| 34 | S. Young       | AD    | 17 | 1  | 6  | 7   | 2   |
| 5  | U. Samuelsson  | D     | 20 | 3  | 2  | 5   | 34  |
| 24 | T. Loney       | AG    | 24 | 2  | 2  | 4   | 41  |
| 38 | J. Hrdina      | C     | 14 | 2  | 2  | 4   | 6   |
| 22 | P. Stanton     | D     | 22 | 1  | 2  | 3   | 24  |
| 28 | G. Roberts     | D     | 24 | 1  | 2  | 3   | 63  |
| 32 | P. Taglianetti | D     | 19 | 0  | 3  | 3   | 49  |
| 3  | G. Jennings    | D     | 13 | 1  | 1  | 2   | 16  |
| 2  | J. Paek        | D     | 8  | 1  | 0  | 1   | 2   |
| 15 | R. Gilhen      | C     | 16 | 1  | 0  | 1   | 14  |
| 23 | R. Hillier     | D     | 8  | 0  | 0  | 0   | 24  |

## Trophées et honneurs

### Meilleurs pointeurs

#### Saison régulière
- Kevin Stevens et Mark Recchi ont marqué le plus de buts de la franchise (40). Jaromír Jágr a été la recrue de la franchise qui a inscrit le plus de buts (27) et Paul Coffey a été le défenseur le plus efficace devant les buts (24). Le meilleur buteur de la saison est Brett Hull avec 86 buts.
- Recchi a été le meilleur passeur de l'équipe (73 réalisations) suivi de Coffey (69 réalisations). Le meilleur passeur de la ligue est Wayne Gretzky des Kings avec 122 réalisations.
- Finalement, Recchi a été le meilleur pointeur de l'équipe (113 points) devant John Cullen qui quitte les Penguins avec 94 points (il finit avec 110 points sur la saison). Le meilleur pointeur de la saison est Wayne Gretzky avec 163 points.
- Stevens a été le joueur le plus puni avec 133 minutes de pénalités devant Coffey (127). Le joueur le plus pénalisé de la saison LNH a été Rob Ray des Sabres avec 350 minutes.

#### Séries éliminatoires
- Kevin Stevens finit premier buteur des séries (17) devant Mario Lemieux (16 buts). Le premier défenseur est Phil Bourque avec 6 réalisations.
- Mario Lemieux a été le meilleur passeur des séries (28) devant Mark Recchi (24). Le premier défenseur est Larry Murphy avec 18 passes décisives.
- Finalement, Lemieux est le meilleur pointeur de l'équipe avec 44 points. Murphy, meilleur défenseur, finit 4e derrière Recchi et Stevens.
- Gordie Roberts est le joueur le plus pénalisé des séries pour les Penguins (63 minutes de pénalité).

### Trophées reçus

#### Trophées de la LNH
En plus de la Coupe Stanley, l'équipe reçoit le trophée Prince de Galles en tant que vainqueur de la finale de la conférence et Mario Lemieux est élu meilleur joueur des séries et remporte ainsi le trophée Conn-Smythe.
Jaromír Jágr ne parvient pas quant à lui à remporter le trophée Calder de la meilleure recrue de la saison - on parle alors de « rookie ». Il perd ce titre en faveur de Ed Belfour, gardien de but des Blackhawks de Chicago, la meilleure franchise au cours de la saison régulière. Même s'il est le seul joueur des Penguins dans sa première année, Jágr finit quatrième meilleur pointeur de la saison pour les recrues après un départ assez poussif, il connaît une amélioration dans son jeu à l'arrivée de son compatriote Jiří Hrdina au sein de l'équipe, Hrdina lui permettant d'avoir quelqu'un avec qui communiquer. Il fait tout de même partie de l'équipe type des recrues de la LNH.

#### Trophées internes
Malgré tout, Jágr est tout de même sacré meilleure recrue au sein de l'équipe et reçoit ainsi le trophée Michel Brière, trophée portant le nom de l'ancien joueur des Penguins mort à l'issue de sa première année avec l'équipe.
Mark Recchi reçoit le prix du meilleur joueur de l'équipe selon ses coéquipiers et celui du meilleur joueur selon les dirigeants. Recchi reçoit également le Booster club award en étant le joueur avec le plus d'étoiles à la suite des matchs. La presse locale choisit quant à elle Lemieux comme vainqueur du prix du joueur le plus persévérant, le « Masterton nominee ». Phil Bourque reçoit le trophée « "Baz" Bastien Memorial - Good Guy Award » en raison de sa disponibilité pour les médias.

## Noms inscrits sur la Coupe Stanley
La Ligue nationale de hockey autorise chaque équipe championne de la Coupe Stanley à inscrire un total de 52 personnes comprenant joueurs et dirigeants. Les personnes des Penguins inscrits sur la Coupe sont les suivants :
- Dirigeants :

Edward J. DeBartolo Sr., Marie Denise DeBartolo York, J. Paul Martha, Craig Patrick, Scott Bowman, Bob Johnson, Rick Kehoe, Rick Patterson, Barry Smith, Gilles Meloche, Steve Latin, Skip Thayer, John Welday, Greg Malone
- Joueurs :

Mario Lemieux, Paul Coffey, Randy Hillier, Bob Errey, Tom Barrasso, Phil Bourque, Jay Caufield, Ron Francis, Randy Gilhen, Jiri Hrdina, Jaromir Jagr, Grant Jennings, Troy Loney, Joe Mullen, Larry Murphy, Jim Paek, Frank Pietrangelo, Barry Pederson, Mark Recchi, Gordie Roberts, Ulf Samuelsson, Paul Stanton, Kevin Stevens, Peter Taglianetti, Bryan Trottier, Scott Young, Wendell Young